# Linnaemya somerenana
Linnaemya somerenana là một loài ruồi trong họ Tachinidae.